# Mohammed Muntari
 Mohammed Muntari  (Kumasi, Ghana, 20 de diciembre de 1993) es un futbolista ghanés nacionalizado catarí. Juega de delantero y su equipo actual es el Al-Duhail SC de la Catar Stars League de Catar.

## Clubes
| Club         | País  | Año           |
| ------------ | ----- | ------------- |
| El-Jaish SC  | Catar | 2012-2014     |
| Al-Duhail SC | Catar | 2015-2017     |
| Al-Ahli SC   | Catar | 2017-2019     |
| Al-Duhail SC | Catar | 2019-presente |

## Selección nacional
Mohammed Muntari anotó el primer gol de Catar en la Copa Mundial de Fútbol en el partido contra Senegal, Sin embargo terminaría 3 a 1 a favor de los Africanos. 

#### Participaciones en Copas del Mundo
| Mundial           | Sede  | Resultado      | Partidos | Goles |
| ----------------- | ----- | -------------- | -------- | ----- |
| Copa Mundial 2022 | Catar | Fase de grupos | 3        | 1     |

#### Goles como internacional
| Goles como internacional con | Goles como internacional con | Goles como internacional con                 | Goles como internacional con | Goles como internacional con | Goles como internacional con | Goles como internacional con |
| N.º                          | Fecha                        | Estadio                                      | Rival                        | Gol                          | Resultado                    | Competición                  |
| ---------------------------- | ---------------------------- | -------------------------------------------- | ---------------------------- | ---------------------------- | ---------------------------- | ---------------------------- |
| 1.                           | 27 de diciembre de 2014      | Abdullah bin Khalifa Stadium, Doha, Catar    | Estonia                      | 1-0                          | 3-0                          | Amistoso                     |
| 2.                           | 3 de septiembre de 2015      | Khalifa International Stadium , Rayán, Catar | Bután                        | 6-0                          | 15-0                         | Clasificación Mundial 2018   |
| 3.                           | 3 de septiembre de 2015      | Khalifa International Stadium , Rayán, Catar | Bután                        | 7-0                          | 15-0                         | Clasificación Mundial 2018   |
| 4.                           | 3 de septiembre de 2015      | Khalifa International Stadium , Rayán, Catar | Bután                        | 9-0                          | 15-0                         | Clasificación Mundial 2018   |
| 5.                           | 17 de noviembre de 2015      | Changlimithang Stadium, Timbu, Bután         | Bután                        | 0-1                          | 0-3                          | Clasificación Mundial 2018   |
| 6.                           | 14 de noviembre de 2017      | Abdullah bin Khalifa Stadium, Doha, Catar    | Islandia                     | 1-1                          | 1-1                          | Amistoso                     |
| 7.                           | 14 de noviembre de 2019      | Abdullah bin Khalifa Stadium, Doha, Catar    | Singapur                     | 1-0                          | 2-0                          | Amistoso                     |
| 8.                           | 24 de marzo de 2021          | Khalifa International Stadium , Rayán, Catar | Luxemburgo                   | 1-0                          | 1-0                          | Amistoso                     |
| 9.                           | 30 de marzo de 2021          | Nagyerdei Stadion, Debrecen, Hungría         | Irlanda                      | 1-1                          | 1-1                          | Amistoso                     |
| 10.                          | 18 de julio de 2021          | PNC Stadium, Houston, EEUU                   | Granada                      | 0-3                          | 0-4                          | Copa Oro 2021                |
| 11.                          | 15 de diciembre de 2021      | Estadio Al Thumama , Doha, Catar             | Argelia                      | 1-1                          | 1-2                          | Copa Árabe 2021              |
| 12.                          | 25 de noviembre de 2022      | Estadio Al Thumama , Doha, Catar             | Senegal                      | 1-2                          | 1-3                          | Mundial 2022                 |